# Droga krajowa B6 (Austria)
Droga krajowa B6 (Laaer Straße) – droga krajowa w północno-wschodniej Austrii. Arteria zaczyna się w leżącym w aglomeracji Wiednia miasteczku Korneuburg i biegnie na północ do leżącego przy granicy z Czechami miasta Laa an der Thaya. Według wyników badań z 2004 roku w ciągu doby z trasy korzysta blisko 10000 samochodów.